# Rosa van Leeuwen
Rosa van Leeuwen (Leiden, 20 januari 1988) is een Nederlands actrice.

## Biografie
Van Leeuwen studeerde in 2013 af aan de Toneelschool Arnhem (ArtEZ) in Arnhem. Ze volgde tijdens haar studie een minor mime aan de Theaterschool Amsterdam en aan de RITCS in Brussel.
Ze speelde onder andere in Wie is er bang voor Virginia Woolf?! van Dood Paard, The Gentle Woman van Mugmetdegoudentand in regie van Davy Pieters, en in de Kersentuin van TG STAN. Ze was te zien in verschillende voorstellingen van Maas theater&dans onder regie van Moniek Merkx waar ze in 2016 de titelrol in Alice in Wonderland vertolkte.
Van 2013 tot 2017 was ze lid van het theatercollectief Moeremans&sons waar ook onder andere singer-songwriter Eefje de Visser en regisseur Sarah Moeremans deel van uitmaakten. In die tijd speelde ze (i.s.m. Noord Nederlands Toneel en Toneelgroep Oostpool) in de Crashtest Ibsen bewerkingen van Joachim Robbrecht o.a. de titelrol Nora naar het gelijknamige toneelstuk Een Poppenhuis van Henrik Ibsen. Het stuk werd onder andere opgevoerd op Oerol. Ook was Rosa in 2014 jonge maker bij Station Noord in Groningen en maakte zij daar de voorstelling DIY_BALLET.
In 2017 maakte Rosa haar filmdebuut in de NTR KORT! Happy Hannah en voor die tijd was ze al in een aantal Nederlandse televisieseries te zien zoals  VPRO-serie Suspicious Minds, Papadag, B.A.B.S. en Bloedverwanten van de AVROTROS.
In 2019 kreeg ze de Colombina, de prijs voor de meest indrukwekkende vrouwelijke, ondersteunende acteursrol, voor haar rol van Honey in Wie is er bang voor Virgina Woolf.

## Theater
- 2019: Lampje (Lampje) - Maas theater&dans, regie Moniek Merkx
- 2019: Wie is er bang voor Virginia Woolf?! (Honey) - Dood Paard
- 2019: Wholesale Destruction - Theater Rotterdam, regie Zarah Bracht
- 2018: Vieze Vuile Rotstreken (Map) - Stip Producties, regie Roeland Hofman, tekst Jorieke Abbing
- 2018: The Gentle Woman - Mugmetdegoudentand, regie Davy Pieters
- 2017: Beauty en het Beest - Maas theater&dans, regie Moniek Merkx
- 2017: Crashtest Ibsen: pijler van de samenleving (Petra) - Moeremans&sons en Toneelgroep Oostpool
- 2016: Crashtest Ibsen: ik zie spoken (Regina) - Moeremans&sons, regie Sarah Moeremans
- 2016: Alice in Wonderland (Alice) - Maas theater&dans, regie Moniek Merkx, muziek Djurre de Haan
- 2015: Crashtest Ibsen: nora (Nora) - Moeremans&sons en Noord Nederlands Toneel, regie Sarah Moeremans
- 2015: De Kersentuin (Charlotta) - STAN (NL,FR,EN)
- 2014: DIY_BALLET
- 2014: Crashtest Ibsen: volksvijand (Petra) - Noord Nederlands Toneel, regie Sarah Moeremans
- 2013: OMG! X-MAS SHOW! WTF? - Dood Paard
- 2013: Kill Your Character - Moeremans&sons, regie Sarah Moeremans
- 2012: Trommelen in de Nacht (Marie) - Ro Theater, regie Jetse Batelaan

## Filmografie
- 2025: De Vuurwerkramp (Kimmie) - regie Lourens Blok
- 2023: Dag & Nacht (Loïs Bunnik) - regie Kadir Ferati Balci en Joram Lürsen
- 2023: De stamhouder (Louise Marggraf) - regie Diederik van Rooijen
- 2022: Het verhaal van Nederland (Karlijn Wolters) - regie Lourens Blok
- 2020: Papadag (Brechtje) - regie Alieke van Saarloos en Sia Hermanides
- 2020: Koppensnellers (Emmeke) - regie Michiel van Jaarsveld en Margien Rogaar
- 2018: De regels van Floor (verkoper) - regie Maurice Trouwhorst
- 2017: Happy Hannah (Hannah) - NTR Kort! 2017, regie en scenario: Anne Barnhoorn
- 2016: B.A.B.S (Showanna) - regie Ivan Lopez Nunez
- 2014: Suspicious Minds (Amaya) - regie Ivo van Aart
- 2013: Bloedverwanten (Eveline) - regie Anne van der Linden en Pieter van Rijn
- 2004: Flood/Vloed - regie Dan Geesin

## Prijzen
- 2019: Colombina - Wie is er bang voor Virginia Woolf? (Honey) - Dood Paard